# Albreda
Albreda (ook wel Albadarr, Wolof: Daraga) is een plaats in de West-Afrikaanse staat Gambia, aan de noordelijke oever van de rivier de Gambia. De plaats ligt in het district Upper Niumi, binnen de divisie North Bank. In de rivier de Gambia ligt op ongeveer 5 kilometer afstand het eiland Kunta Kinteh met daarop het Fort James. Ten westen van Albreda ligt op 1 kilometer afstand de plaats Juffure.

## Geschiedenis
Volgens een mondelinge overlevering van de Wolof is de plaats ergens tussen 1520 en 1681 gesticht door Musa Gaye, een Wolof-maraboet. Wolof-handelaren noemden het Draga, terwijl de Mandinka het Albadar noemden. 
Vanaf 1681 huurden de Fransen een stukje land ten westen van het dorp Juffure van de lokale heerser Niumi Mansa (het district Niumi ontleent zijn naam aan dit koninkrijk). Het werd een Franse exclave op de noordelijke oever van de Gambia-rivier, met toestemming om daar een handelspost te openen. Deze handelspost was nooit erg groot (nooit meer dan één factorij). De inwonende bevolking van Albreda en Juffure accepteerde de handel met de Europeanen en maakte zich daarvan afhankelijk. Er werd gehandeld met de Fransen (Sénégal Compagnie) of de Britten (Royal African Company), afhankelijk met welke een betere overeenkomst gesloten kon worden. Het Britse rijk was sinds 1661 eigenaar van de naburige plaats Gilliflee en James Island (Kunta Kinteh) met daarop Fort James.
In de volgende 176 jaar waren er vrij vaak conflicten tussen de drie partijen. De Britten claimden het monopolie op de handel op de Gambia-rivier. Met het Verdrag van Versailles (1783) overhandigde Groot-Brittannië factorijen aan de Fransen in het gebied wat nu het land Senegal is, in ruil daarvoor beloofde Frankrijk de status aan de Gambia-rivier te accepteren. In de jaren daarna bleef Albreda echter door de Fransen als slavenfort in gebruik.
Groot-Brittannië had de slavenhandel in 1807 verboden, verwierf in 1816 het eiland St. Mary's Island en vestigde daar de nederzetting Bathurst (nu Banjul). Met de forten beheersten de Britten de Gambia-rivier en maakten vervolgens jacht op buitenlandse slavenschepen.
De exclave Albreda werd in 1857 door het Franse koloniale rijk aan Groot-Brittannië afgestaan. Albreda wordt deels omschreven als een 'handelspost' en deels als een 'slavenfort'. Het was kleiner dan zijn Britse tegenhanger Fort James, dat een vergelijkbaar doel diende voor de Britten. Tegenwoordig bevat Albreda een slavenmuseum dat in 1996 werd geopend.

## Galerie

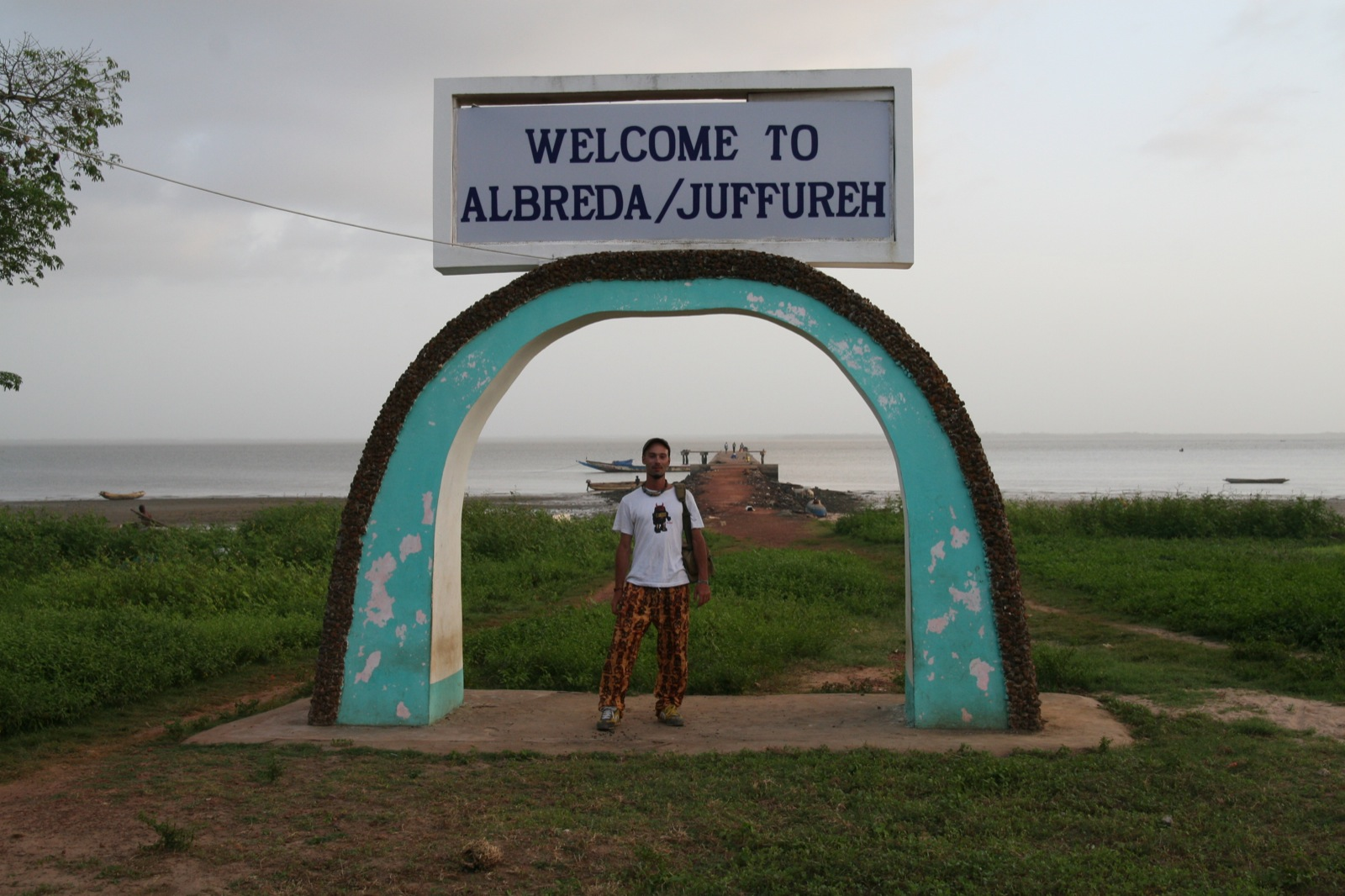
De Albreda-Jufureh boog.
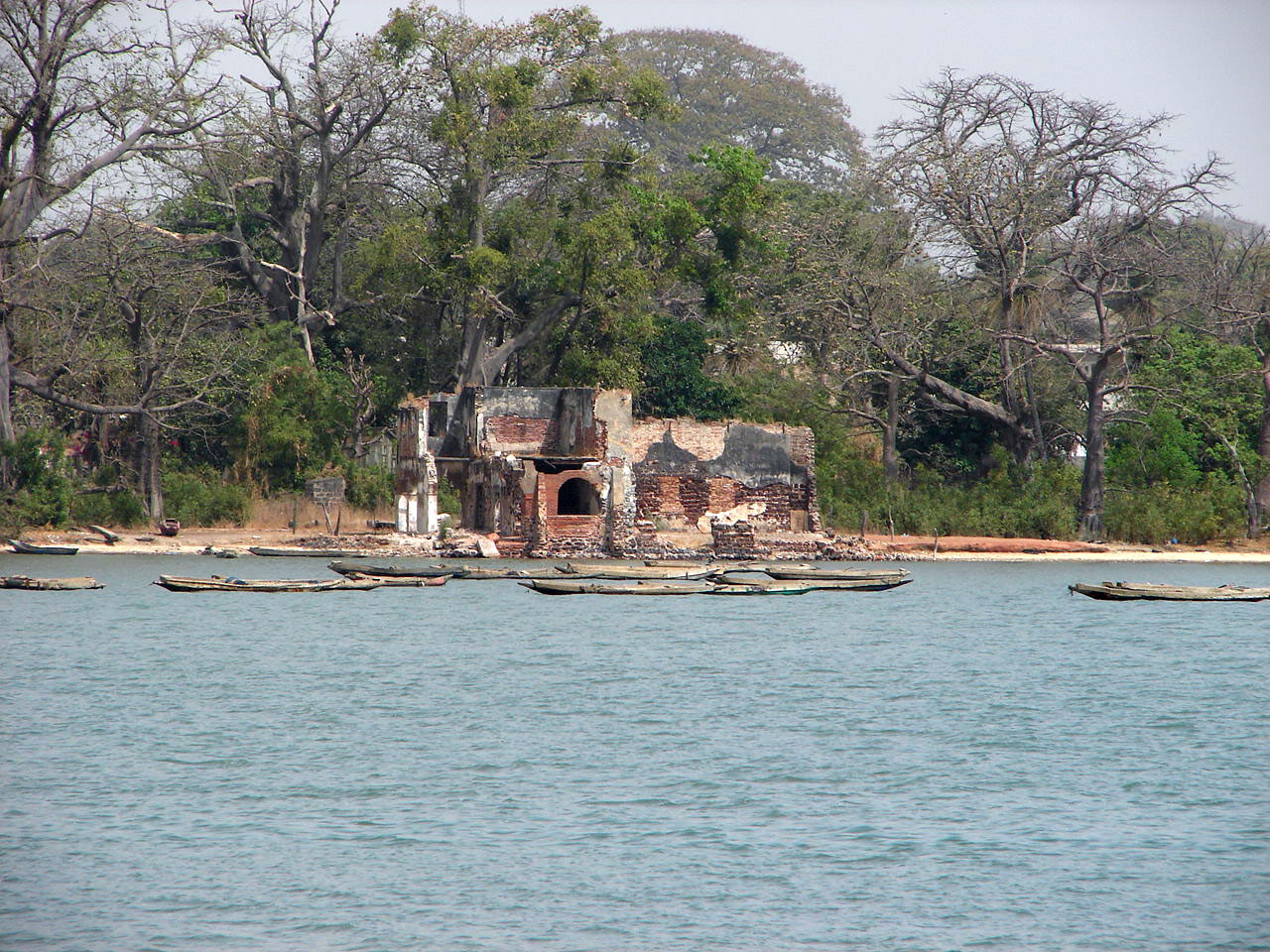
Het Compagnie Française d'Afrique Occidentale gebouw nabij Albreda.
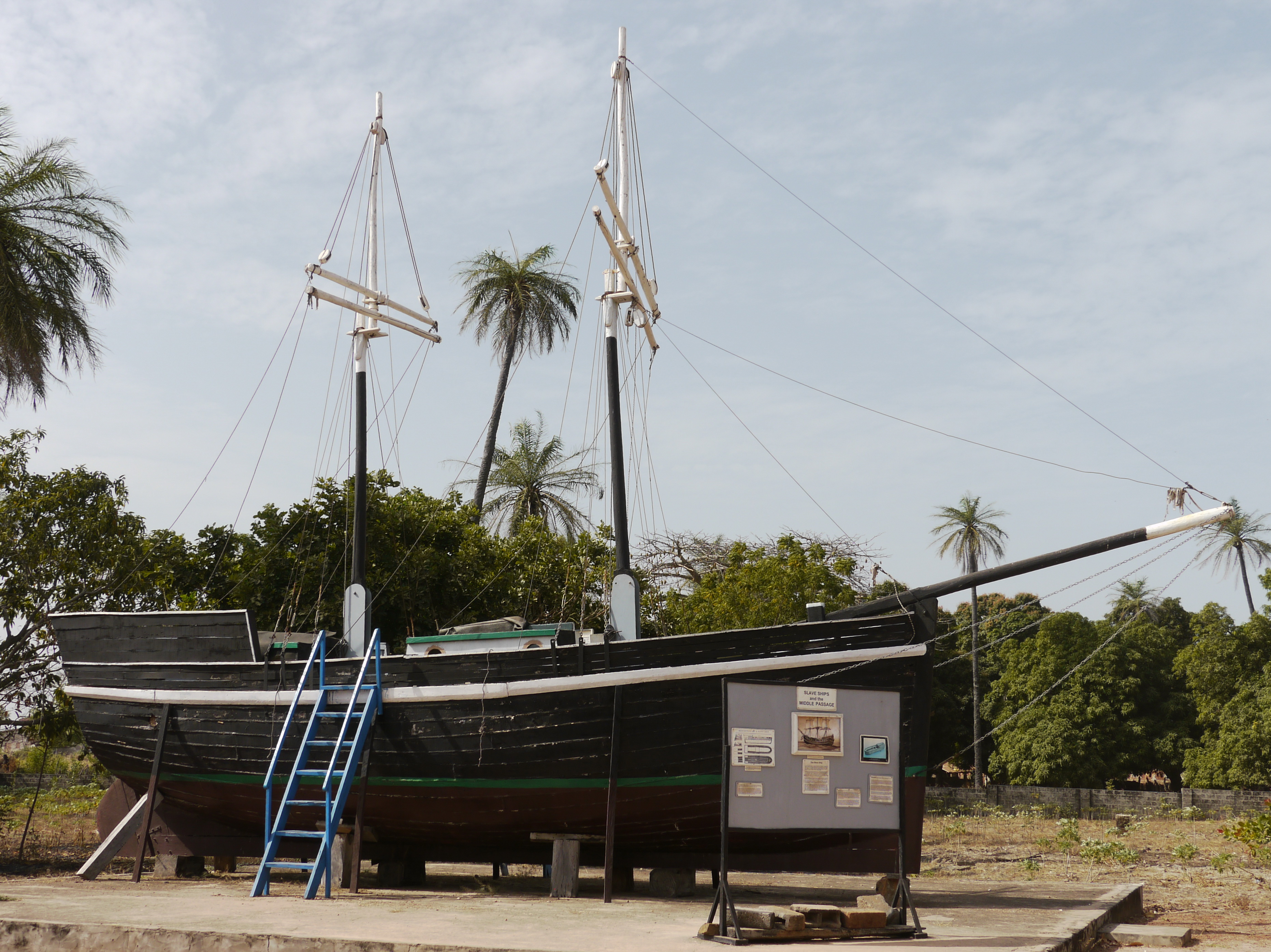
Reconstructie van een slavenschip.
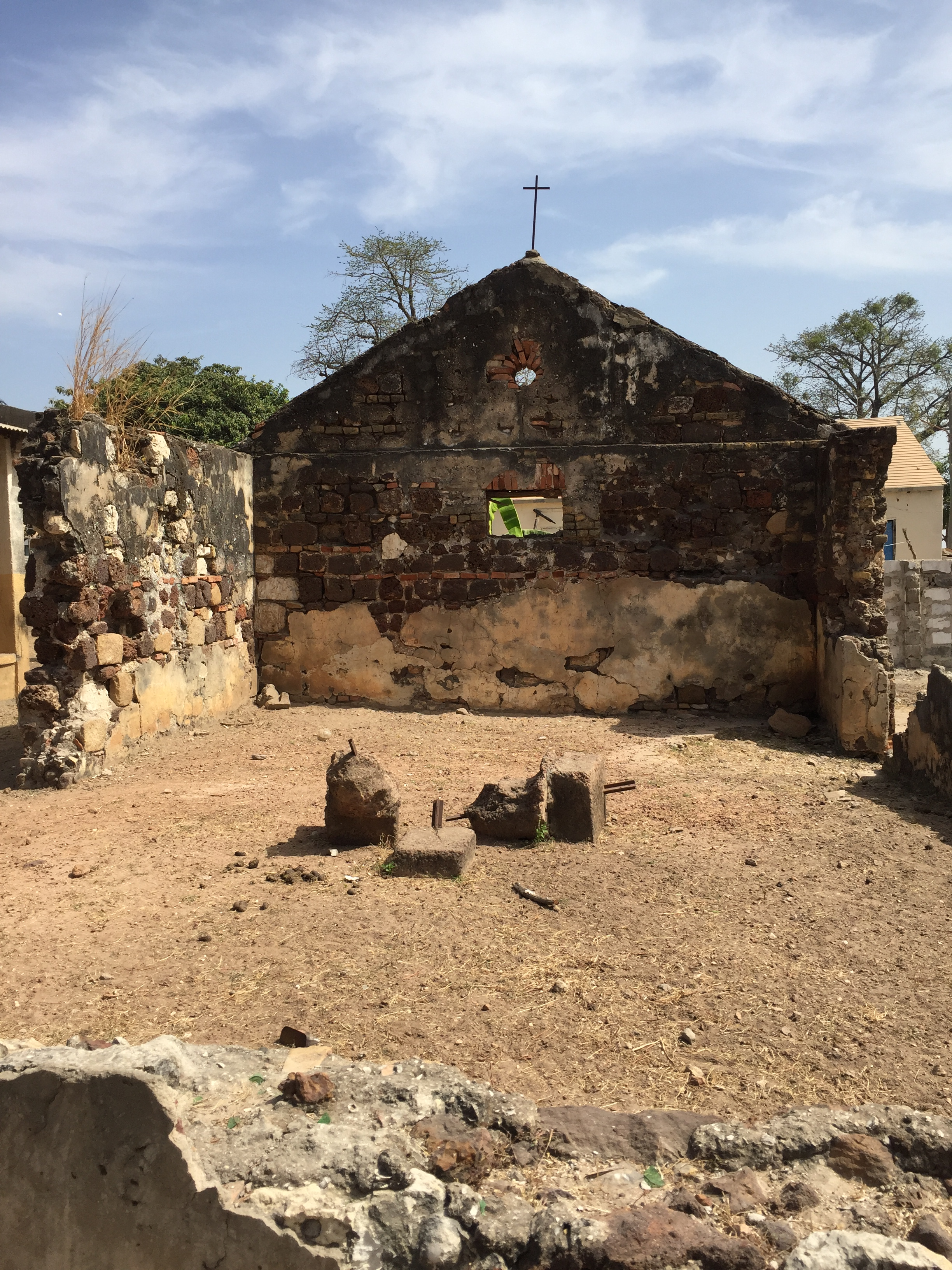
Ruïne van een Portugese kapel in Albreda.
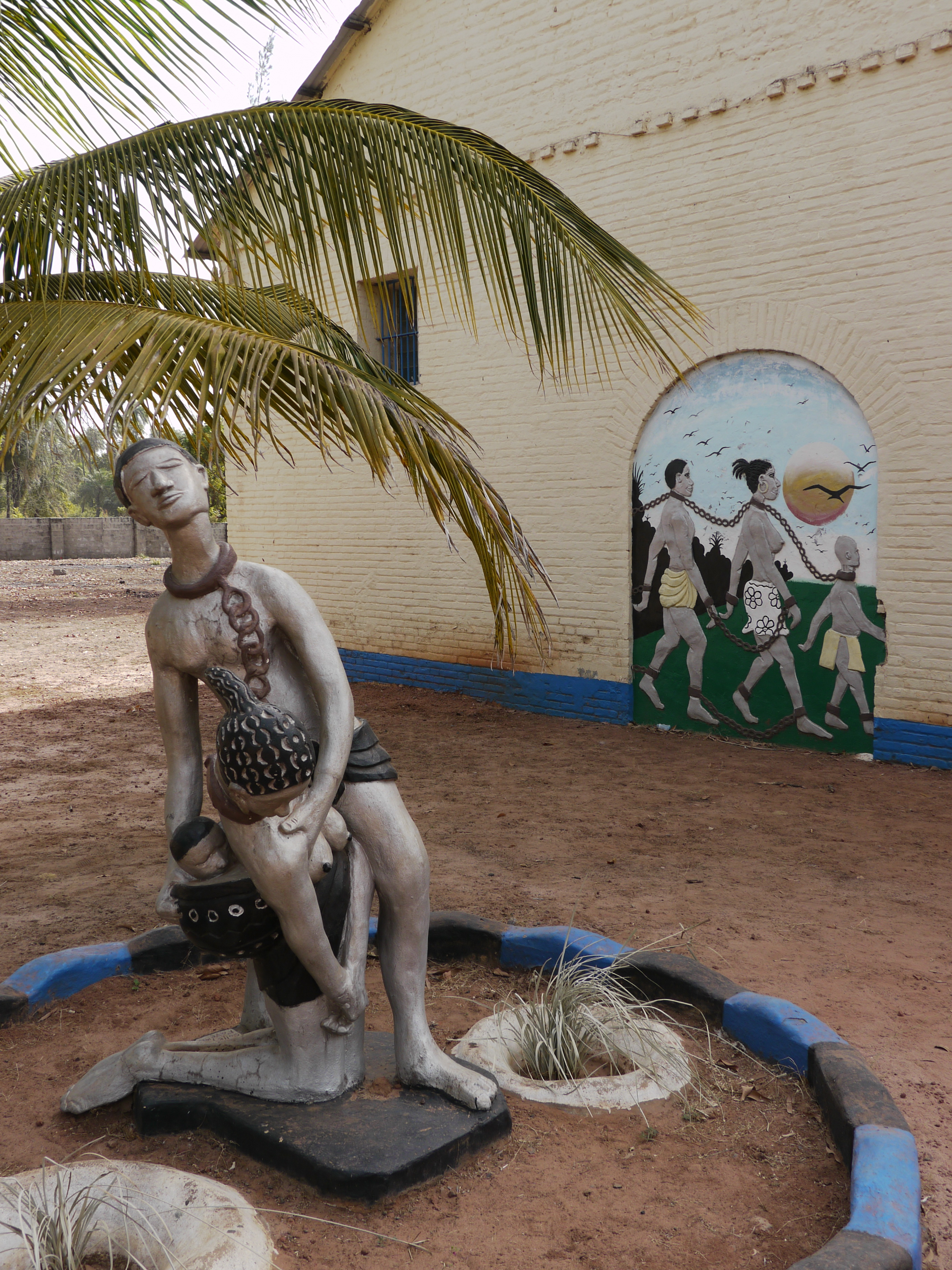
Sculptuur van een tot slaven gemaakt echtpaar